# سان فرانسوا كزافييه (مترو باريس)
سان فرانسوا كزافييه (بالفرنسية: Saint-François-Xavier)‏ هي محطة مترو تابعة لمترو باريس تقع في فرنسا في الدائرة السابعة في باريس.[بحاجة لمصدر]